# Dajcie mi głowę Alfredo Garcii
Dajcie mi głowę Alfredo Garcii (ang. Bring Me the Head of Alfredo Garcia) – amerykańsko-meksykański film sensacyjny z 1974 roku.

## Treść
Meksyk. El Jefe, lokalny szef mafii, dowiaduje się, że jego córka padła ofiarą gwałtu. Sprawcą był niejaki Alfredo Garcia. Rozwścieczony, poprzysięga krwawą zemstę. Wynajmuje grupę płatnych morderców, oferując milion pesos za głowę Garcii. Tymczasem Bennie, dowiaduje się od swojej dziewczyny, Elity, że Garcia zginął w wypadku samochodowym. Udaje się wówczas do El Jefe i oferuje  dostarczenie głowy Alfredo w ciągu trzech dni. Razem z Elitą rozpoczyna poszukiwania grobu bandyty.

## Obsada
- Warren Oates - Bennie
- Isela Vega - Elita
- Robert Webber - Sappensly
- Gig Young - Johnny Quill
- Helmut Dantine - Max
- Emilio Fernández - El Jefe
- Kris Kristofferson